# Синизација
Синизација (кин: 中国化; пин: Zhōngguóhuà или кин: 汉化; пин: Hànhuà) је назив за процес језичке и културолошке асимилације, односно прихваћање кинеског језика, писма или националног идентитета од стране не-кинеских етничких група или култура. У лингвистици, у ужем смислу, под тиме се подразумјева транскрипцију у кинеско писмо.
У свом ширем, и најчешће кориштеном смислу, се под синизацијом подразумијева бројни примјери не-кинеских народа који су се током кинеске историје изгубили властити, односно "утопили" се у шири кинески идентитет; као најновији примјер се често наводе Манџурци. У још ширем контексту се под тиме подразумијева утицај кинеске културе на неасимиларне народе, културе и земље као што су Кореја, Вијетнам и Јапан, а које се често наводе као дио синосфере.